# Petuchovo
Petuchovo (ryska Петухово) är en stad i Kurgan oblast i Ryssland. Staden ligger ungefär 180 kilometer sydost om Kurgan. Folkmängden uppgår till cirka 10 000 invånare.

## Historia
Orten grundades 1892 kring järnvägsstationen för den transsibiriska järnvägen. Stadsrättigheter erhölls 1944.